# Луна Ведлер
Луна Софія Ведлер (нім. Luna Sofia Wedler; нар. 26 жовтня 1999) — швейцарська акторка, відома завдяки своїй ролі Емми Енґельс в німецькому серіалі Netflix «Біохакери».

## Кар'єра
Ведлер дебютувала у 2015 році, зігравши головну роль у фільмі Ніклауса Гілберса «Amateur Tenns». В інтерв'ю вона сказала, що подала заявку на свою першу роль у кіно в 14 років «просто так». Відтоді акторська гра захопила її, особливо граючи негативних персонажів. У 17 років вона зіграла головну роль у фільмі «Blue My Mind», де її героїня переходить до нової школи та змінює свій стиль життя, пов'язує його з вечірками, наркотиками та сексом. «Ця роль вплинула на мене психологічно та вимагала від мене всього» — казала акторка.
Вона знялася в низці інших фільмів, зокрема і в «Das schönste Mädchen der Welt» 2018 року.
У серпні 2020 року Netflix випустив німецький серіал у жанрі технотрилер «Biohackers». Ведлер виконала головну роль у серіалі, де вона прагне помсти за смерть свого брата.
Починаючи з травня 2021 року і закінчуючи весною 2022-го року, Ведлер зіграла Софі Шолль в Instagram-проєкті, який показував останній рік її життя.
Двічі знімалась у драмах угорської режисерки Ільдіко Еньєді — «Історія моєї дружини» (2021) та «Безмовний друг» (2025).

## Фільмографія

### Фільм
| Рік  | Українська назва     | Оригінальна назва                           | Роль             |
| ---- | -------------------- | ------------------------------------------- | ---------------- |
| 2015 |                      | Amateur Teens                               | Milena           |
| 2018 |                      | Blue My Mind                                | Mia              |
| 2018 |                      | The Most Beautiful Girl in the World        | Roxy             |
| 2021 |                      | Je suis Karl                                | Maxi             |
| 2021 | Історія моєї дружини | A feleségem története                       | Грета            |
| 2023 |                      | Ingeborg Bachmann — Journey into the Desert | Marianne Oellers |
| 2025 | Безмовний друг       | Silent Friend                               | Грета            |

### Телебачення
| Рік       | Українська назва      | Оригінальна назва           | Роль                       |
| --------- | --------------------- | --------------------------- | -------------------------- |
| 2015      |                       | The Team                    | Claudia Weiss              |
| 2020–2021 |                       | Biohackers                  | Emma «Mia Akerlund» Engels |
| 2023      | Все те незриме світло | All the Light We Cannot See | Jutta Pfennig              |